# La Beriso
La Beriso es un grupo musical formado en Avellaneda, provincia de Buenos Aires, Argentina, en 1998. Tienen ocho álbumes grabados de manera independiente, manteniendo sus principios de seguir siendo sus  productores. El nombre del grupo musical, «La Beriso», no hace referencia al partido de Berisso sino a un cura muy conocido de Avellaneda (no sabían que se escribía con doble "s", se enteraron después de la creación de la banda). Rolando Sartorio, refleja en algunas de sus letras, el dolor por la pérdida de sus hermanas Marcela y Mariana quienes murieron por padecer cáncer.
En la edición argentina de la revista Rolling Stone, consideraron al grupo musical como "la nueva esperanza del rock callejero" en el año 2014.

## Historia

### Primeros años

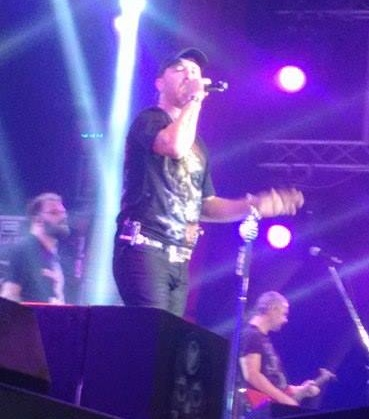
Rolando Sartorio, cantante y vocalista de La Beriso, (2017).

La agrupación se formó en 1998 y lentamente fueron aumentando su convocatoria en los conciertos. Sus composiciones tratan sobre los mismos temas comunes de muchos grupos de rock barrial con las que, además, comparte similitudes musicales: amor y desamor, alguna denuncia o crítica a la corrupción política (siempre en un sentido muy genérico y evitando tomar posturas muy definidas), y anécdotas de vida y descripciones de la realidad social de los sectores socioculturales más relegados de los grandes centros urbanos. 
Participaron de varios festivales como el Federación Rock en Entre Ríos y en el Bombardeo del Demo en 2005.
La presentación oficial de su cuarto disco, Atrapando sueños, fue en el Teatro Flores de Buenos Aires, en noviembre del año 2011. Durante la gira "Atrapando sueños" en 2012 La Beriso realizó dos funciones en el Teatro Flores y recorrieron el país. El 13 de octubre de 2012, en el marco de esa gira, realizaron su primer microestadio de Argentino de Quilmes, llenando su capacidad.

### 2013

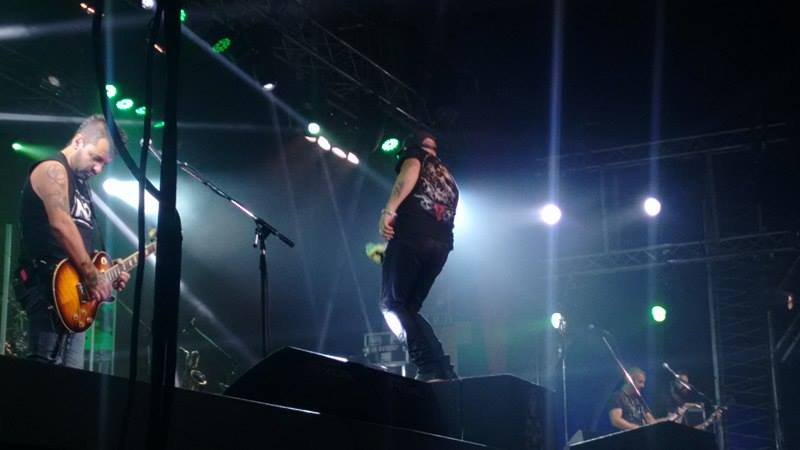
La Beriso en vivo.

En 2013, el grupo siguió creciendo. Arrancó con una gira por la costa atlántica en enero y en febrero agotó Auditorio Sur y CCP de Luján.
A pesar de seguir siendo productores de sus discos, ese año el grupo firmó contrato con Sony Music Entertainment Argentina S.A., con quienes en noviembre llegaron por primera vez al mítico estadio cubierto Luna Park, llenándolo completamente y grabando un álbum DVD en él. Titulado Vivo por la gloria, debutó en el segundo puesto de la lista de CAPIF en Argentina.
Participaron en el Cosquín Rock en sus ediciones 2014, 2015, 2016 y 2017 -esta última con una convocatoria extraordinaria brindando casi dos horas de un recital que alcanzó su momento más intenso y emotivo con la canción «Como olvidarme».
El 22 de marzo de 2014, tocaron en el Microestadio Malvinas Argentinas, llenándolo completamente. Ese mismo año salieron del país para hacer un recital en Montevideo, Uruguay. 
El 18 de agosto de 2014 se lanzó «No me olvides», el primer sencillo de su álbum Historias. El 3 de octubre de 2014 fue la presentación oficial de su disco Historias en el Teatro Vorterix. El 5 de octubre de 2014 salió oficialmente el disco a la venta para el público. Historias logró debutar en el quinto puesto de la lista de CAPIF en Argentina. Finalmente, el álbum recibió certificación de disco de oro por la CAPIF, por la venta de 20.000 copias. El 18 de octubre de 2014 presentó su disco tocando por primera vez junto con VilySDoo en Club Brown en Rosario.
El 16 de mayo de 2015, presentaron nuevamente su disco Historias pero esta vez en el estadio Malvinas Argentinas al aire libre, ante 15.000 personas.
En octubre del mismo año, realizaron una gira por el país, recorriendo varias provincias como Santa Fe y Salta y todo el sur argentino. Despidieron el año el 12 de diciembre de 2015 en el Estadio Único de la Plata, siendo este uno de los conciertos más grande de la historia de La Beriso, al cual concurrieron más de 40.000 personas. Se realizó, además, la grabación del DVD del álbum Historias.
El 19 de diciembre de 2015 se presentaron por primera vez en Chile, saliendo por segunda vez de la Argentina.
El 1 de febrero de 2016 el Turco Bignone confirmó la participación del grupo junto con Ciro y los Persas, como soporte del grupo musical The Rolling Stones en los recitales del 7, 10 y 13 de febrero en La Plata.
El 7 y 8 de mayo de 2016, realizaron dos presentaciones en el estadio de Ferrocarril Oeste llenando por completo el lugar en ambas ocasiones, demostrando el crecimiento del grupo. La organización estuvo a cargo de Chuave Entretaiment en asociación con Ariola Records.
El 31 de agosto de 2016 se convirtió en el día más glorioso de la historia del grupo, a través del Turco Bignone: se anunció que La Beriso se presentaría el 21 de octubre en el Anfiteatro Municipal de Villa María, solo como antesala de lo que será la fecha que marcó un antes y un después en la historia del grupo; que cerró el año con el broche de oro, el 17 de diciembre, en el estadio Monumental de Nuñez, show al cual asistieron más de 50.000 personas presentando su álbum de estudio Pecado capital con un concierto de más de tres horas.
El 30 de septiembre de 2016, el grupo publicó su sexto álbum de estudio Pecado capital, que fue certificado como "Disco de oro" por vender más de 20.000 copias, al cual, fue presentado el 17 de diciembre en el estadio River Plate de Buenos Aires.
El 21 de octubre de 2017 se presentaron en el Cosquín Rock de Colombia 2017, con grupos como Los Fabulosos Cadillacs, Attaque 77, Aterciopelados y No Te Va Gustar.
El 13 y 14 de abril de 2019 se presentaron en el Luna Park.
El 8 de agosto de 2019 sale Giras y madrugadas, su séptimo álbum de estudio y el 21 y 22 de diciembre del 2019 se presentaron en el Movistar Arenas de C.A.B.A..

## Discografía

### Demos
- 2000: No te aguanto más
- 2004: La Beriso demo

### Álbumes de estudio
- 2005: Sólo canciones
- 2007: Descartando miserias
- 2009: Culpable
- 2011: Atrapando sueños
- 2014: Historias
- 2016: Pecado capital
- 2018: La Beriso: 20 años celebrando
- 2019: Giras y madrugadas
- 2021: Llenos de historias
- 2021: El último que apague la luz
- 2023: Mienten

### Álbumes en vivo
- 2014: Vivo por la gloria
- 2016: En vivo en el Estadio Único

## Giras
| #  | Título de la gira                         | Álbum promocionado            | Período   |
| -- | ----------------------------------------- | ----------------------------- | --------- |
| 1. | "Sólo Canciones Tour"                     | Sólo canciones                | 2005-2007 |
| 2. | "Tour Descartando Miserias"               | Descartando miserias          | 2007-2009 |
| 3. | "Culpable Tour"                           | Culpable                      | 2009-2011 |
| 4. | "Gira Atrapando Sueños"                   | Atrapando sueños              | 2011-2014 |
| 5. | "Gira Historias"                          | Historias                     | 2014-2016 |
| 6. | "Tour Pecado Capital"                     | Pecado capital                | 2016-2017 |
| 7. | "Gira 20 Años"                            | La Beriso: 20 años celebrando | 2018-2019 |
| 8. | "Giras y Madrugadas Tour"                 | Giras y madrugadas            | 2019-2020 |
| 9. | "Gira por Argentina y el Mundo 2021-2022" | N/A                           | 2021-2022 |

## Integrantes
- Rolando Sartorio: Voz y guitarra.
- Emiliano Mansilla: Guitarra y coros.
- Yamil López: Guitarra y coros.
- Ezequiel Bolli: Bajo y coros.
- Javier Pandolfi: Batería.
- Pablo Pastori (Conde): Teclado y coros.
- Pablo Puntoriero: Saxofón.
- Mariana González: Coros.
- Natalia Castelli: Coros.